# خورنه علیا
خورنه علیا، روستایی از توابع بخش کوزران شهرستان کرمانشاه در استان کرمانشاه ایران است.

## جمعیت
این روستا در دهستان سنجابی قرار دارد و براساس سرشماری مرکز آمار ایران در سال۱۳۹۸، جمعیت آن ۵۰۰ نفر (۷۰خانوار) بوده‌است.